# Zuidelijke reuzenstormvogel
De zuidelijke reuzenstormvogel (Macronectes giganteus) is een vogel uit de familie van de stormvogels en pijlstormvogels (Procellariidae).

## Kenmerken
Volwassen dieren zijn meestal vlekkerig grijsbruin, soms sneeuwwit met donkere vlekjes. Het verenkleed is bij beide geslachten gelijk. De lichaamslengte bedraagt 92 cm en het gewicht 5 kg.

## Leefwijze
Deze grote en agressieve trekvogels zoeken hun voedsel op het land. Ze hebben een enorme snavel, waarmee ze de huid van aangespoelde walvissen openscheuren. In kolonies van pinguïns en zeeleeuwen leven ze zich uit als predatoren van eieren, kuikens, gestorven of verlaten jonge dieren en de nageboorten van zeezoogdieren.

## Verspreiding
Deze soort komt algemeen voor langs de zeekusten van de zuidelijke oceanen. Broeden gebeurt op Grahamland (Antarctica) en de subantarctische eilanden van de zuidpunt van Chili tot aan de Heard en McDonaldeilanden en Macquarie-eiland.

## Status
In 2000 stond zuidelijke reuzenstormvogel als kwetsbaar voor uitsterven op de Rode Lijst van de IUCN. Volgens schatting van het aantal broedparen waren op sommige plaatsen de populatie-aantallen enorm gedaald. Schattingen liepen uiteen van 18% in tien jaar tot 50% in 20 jaar. Na de eeuwwisseling bleek dat de aantallen stabiel bleven en rond de Falklandeilanden en op Zuid-Georgia bleek dat aantallen stegen. In 2009 werd de vogel als niet (meer) bedreigd beschouwd en werd door BirdLife International het totaal aantal broedparen geschat op 54.000.